# =LOVExLOVE
『=LOVExLOVE』（イコールラブクロスラブ）は2024年3月19日（18日深夜）から2024年4月23日（22日深夜）まで、日本テレビで放送されていた=LOVEのバラエティ番組である。

## 概要
=LOVEの冠番組。6週間連続で多彩なアーティーストとX（クロス）で化学反応を起こす番組。

## 出演者
司会
- パンサー（向井慧）[1]

出演
- =LOVE
  - 大谷映美里、大場花菜、音嶋莉沙、齋藤樹愛羅、佐々木舞香、髙松瞳、瀧脇笙古、野口衣織、諸橋沙夏、山本杏奈

ゲスト
- 平野綾 - #1
- ケント・モリ - #2
- 徳永ゆうき - #3
- 山本彩(元NMB48) - #4
- KEN THE 390 - #5
- 寺田恵子 - #6
- 相川七瀬 - #6

## 放送日程

### 2024年
| 回 | 放送日  | 放送内容 | 曲                                                | 歌唱                                                                 | スタジオライブ      | 代々木の隠れ家 スナック沙夏 | 備考  |
| -- | ------- | --- | ------------------------------------------------- | -------------------------------------------------------------------- | ------------------- | --------------------------- | ----- |
| 1  | 3月19日 | 指原莉乃プロデュースの人気アイドル=LOVEが平野綾とコラボ!「アニメのキャラクターソング」挑戦▽TV初披露! 涼宮ハルヒ人気キャラソンを平野&佐々木&野口が熱唱 | 涼宮ハルヒ（平野綾）『Lost my music』             | 佐々木舞香、野口衣織、平野綾                                         | Want you! Want you! | 大場花菜、佐々木舞香        | [ 2 ] |
| 2  | 3月26日 | 指原莉乃プロデュースの人気アイドル=LOVEが「マイケル･ジャクソン&マドンナのダンス」に挑戦▽才能開花! 世界的ダンサーKENTO MORIと堂々のコラボダンス        | -                                                 | -                                                                    | 呪って呪って        | 瀧脇笙古、野口衣織          | [ 3 ] |
| 3  | 4月2日  | 徳永ゆうきと昭和のデュエットソングに挑戦 | 武田鉄矢・芦川よしみ『男と女のはしご酒』          | 野口衣織、徳永ゆうき                                                 | しゅきぴ            | 髙松瞳、山本杏奈            | [ 4 ] |
| 3  | 4月2日  | 徳永ゆうきと昭和のデュエットソングに挑戦 | ヒロシ&キーボー『3年目の浮気』                    | 髙松瞳、徳永ゆうき                                                   | しゅきぴ            | 髙松瞳、山本杏奈            | [ 4 ] |
| 3  | 4月2日  | 徳永ゆうきと昭和のデュエットソングに挑戦 | ロス・インディオス&シルヴィア『別れても好きな人』 | 佐々木舞香、徳永ゆうき                                               | しゅきぴ            | 髙松瞳、山本杏奈            | [ 4 ] |
| 3  | 4月2日  | 徳永ゆうきと昭和のデュエットソングに挑戦 | 橋幸夫/吉永小百合『いつでも夢を』                 | 齋藤樹愛羅、徳永ゆうき                                               | しゅきぴ            | 髙松瞳、山本杏奈            | [ 4 ] |
| 4  | 4月9日  | 作詞に挑戦! 元NMB･山本彩が即興曲付け | 山本彩『レインボーローズ』                        | 佐々木舞香、野口衣織、山本彩                                         | Be Selfish          | 佐々木舞香、山本杏奈        | [ 5 ] |
| 5  | 4月16日 | ラップに挑戦! KEN THE 390と初ラップ作り | =LOVE『Poison Girl オリジナラップver.』           | 大谷映美里、齋藤樹愛羅、佐々木 舞香、野口衣織、諸橋沙夏、KEN THE 390 | 青春“サブリミナル”  | 大谷映美里、齋藤樹愛羅      | [ 6 ] |
| 6  | 4月23日 | 寺田恵子&相川七瀬とロックに挑戦 | 相川七瀬『BREAK OUT!』                            | 大谷映美里、大場花菜、音嶋莉沙、瀧脇笙古、野口衣織、相川七瀬         | お姫様にしてよ!     | 音嶋莉沙、野口衣織          | [ 7 ] |
| 6  | 4月23日 | 寺田恵子&相川七瀬とロックに挑戦 | SHOW-YA『限界LOVERS』                             | 齋藤樹愛羅、佐々木 舞香、SHOW-YA                                     | お姫様にしてよ!     | 音嶋莉沙、野口衣織          | [ 7 ] |
| 6  | 4月23日 | 寺田恵子&相川七瀬とロックに挑戦 | アン・ルイス『六本木心中』                        | 出演者全員、相川七瀬、寺田恵子                                       | お姫様にしてよ!     | 音嶋莉沙、野口衣織          | [ 7 ] |

## 放送時間
| 放送期間                      | 放送日時                     | 放送局            | 対象地域   | 備考     |
| ----------------------------- | ---------------------------- | ----------------- | ---------- | -------- |
| 2024年3月19日 - 2024年4月23日 | 火曜 1:29 - 1:59（月曜深夜） | 日本テレビ        | 関東広域圏 | 制作局   |
| 2024年3月31日 - 4月28日       | 日曜 2:25 - 2:55（土曜深夜） | 中京テレビ（CTV） | 中京広域圏 |          |
| 2024年4月2日 - 2024年4月23日  | 月曜 0:59 - 1:29（日曜深夜） | 四国放送（JRT）   | 徳島県     | [ 注 2 ] |
| 2024年4月3日 - 5月8日（予定） | 水曜 0:59 - 1:29（火曜深夜） | テレビ新潟        | 新潟県     |          |

## スタッフ
- ナレーション：郡司恭子（日本テレビアナウンサー）
- 構成：三田卓人、須長晋之介
- TM：今村公威
- SW：萩野高康
- CAM：中村哲也
- VE：佐々木謙太
- MIX：宮内貞
- 技術協力：NiTRO
- 照明：栗山真純（日テレアート）
- 美術：髙野泰人（日テレアート）
- 編集：塩原裕弥（Eno Studio）
- MA：岡村奈央（casinodrlve）
- 音効：佐藤裕二（KRエンタープライズ）
- 宣伝：佐野絵梨
- デスク：保坂淳子
- タイトル：熊谷千恵子
- カラオケ音源：DAM（第一興商）
- ディレクター：胡桃澤圭、永田香織、戸澤悠一（#1 - 2）、髙野詩織
- チーフディレクター：福田達朗
- 演出：佐藤正樹[1]
- プロデューサー：毛利忍、植野浩之、増田俊二郎、五十嵐邦延、八木田祐子、正木明日香[1]
- 制作：南波昌人[1]
- 制作協力：サルベージ[1]
- 制作著作：日本テレビ[1]

## 関連イベント
- =LOVExLIVE（2024年5月21日・22日、ぴあアリーナMM）[9]
- 5月21日（夜公演）[9]
  - KENTO MORI[9]
  - 山本彩 [10]
- 5月22日（昼公演）
  - ≠ME[9]
  - ≒JOY[9]
- 5月22日（夜公演）
  - KEN THE 390[10]